# フランス国鉄Z20500形電車
フランス国鉄Z20500形電車（フランスこくてつZ20500がたでんしゃ）は、フランスの国有鉄道であるフランス国鉄（SNCF）が所有する鉄道車両。収容力に長ける2階建て電車で、1980年代から1990年代にかけて導入された。

## 概要
1980年代からフランスの首都・パリと近郊の地域圏（イル＝ド＝フランス地域圏）の鉄道路線（RER、トランシリアン）に向けて導入が行われていた「Z 2N」と呼ばれる一連の2階建て電車のうち、3世代目にあたる形式。それまで導入された形式と同様、主電動機を始めとした動力装置を搭載する先頭車（動力制御車）とそれらが設置されていない中間車（付随車）で編成が構成されているが、先頭車の正面のデザインが従来の形式から角ばった形状に変更されている他、中間車にトイレが設置されている事でより長距離の運転が可能となっている。また、先頭車の主電動機には三相誘導電動機（4FHA 2870）が採用されている。車内の座席配置はクロスシートで、形状は当時の最新の人間工学を用い快適性を向上させたものになっている。

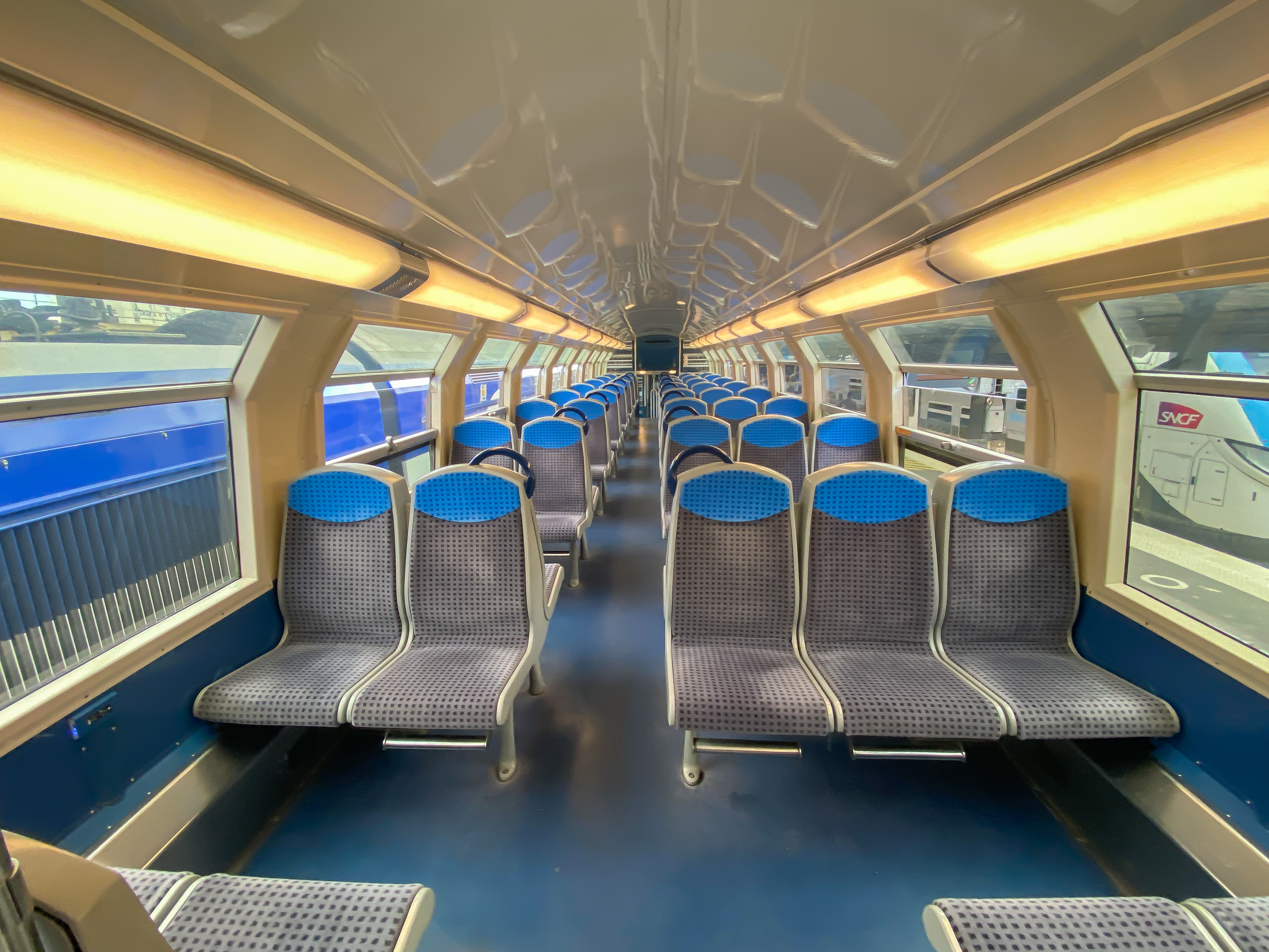
車内（2階部分、更新工事後）
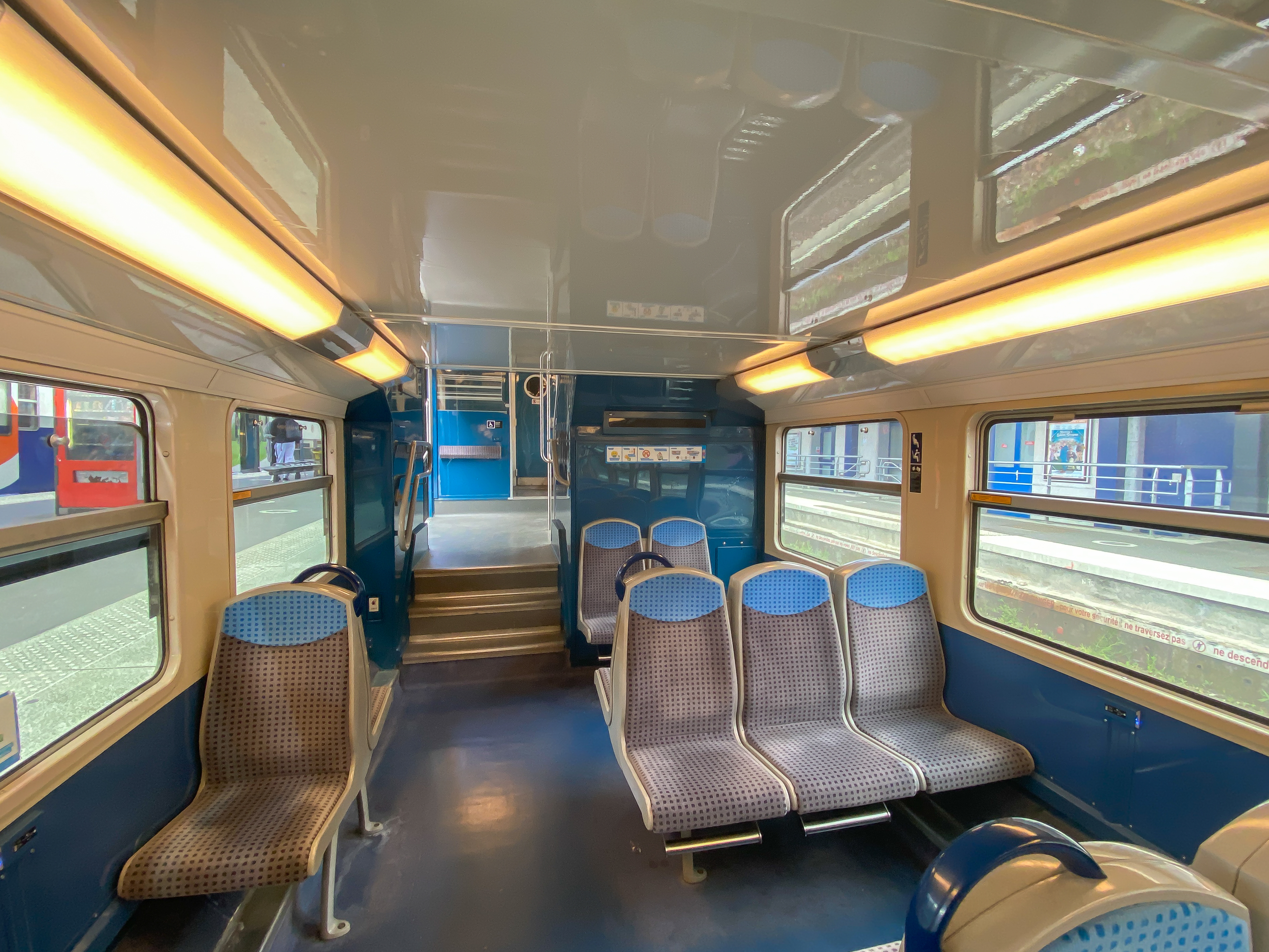
車内（1階部分、更新工事後）
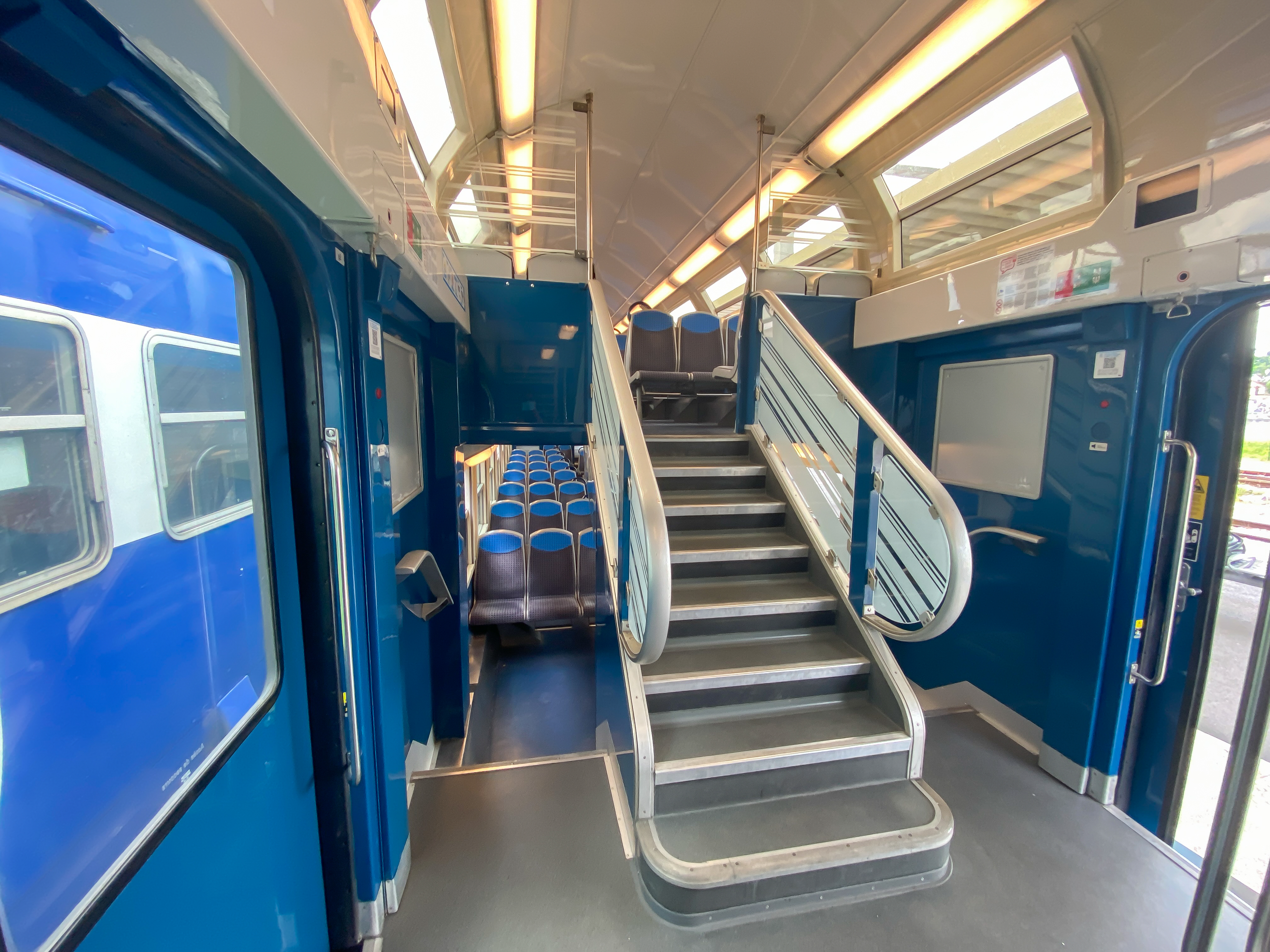
階段（更新工事後）
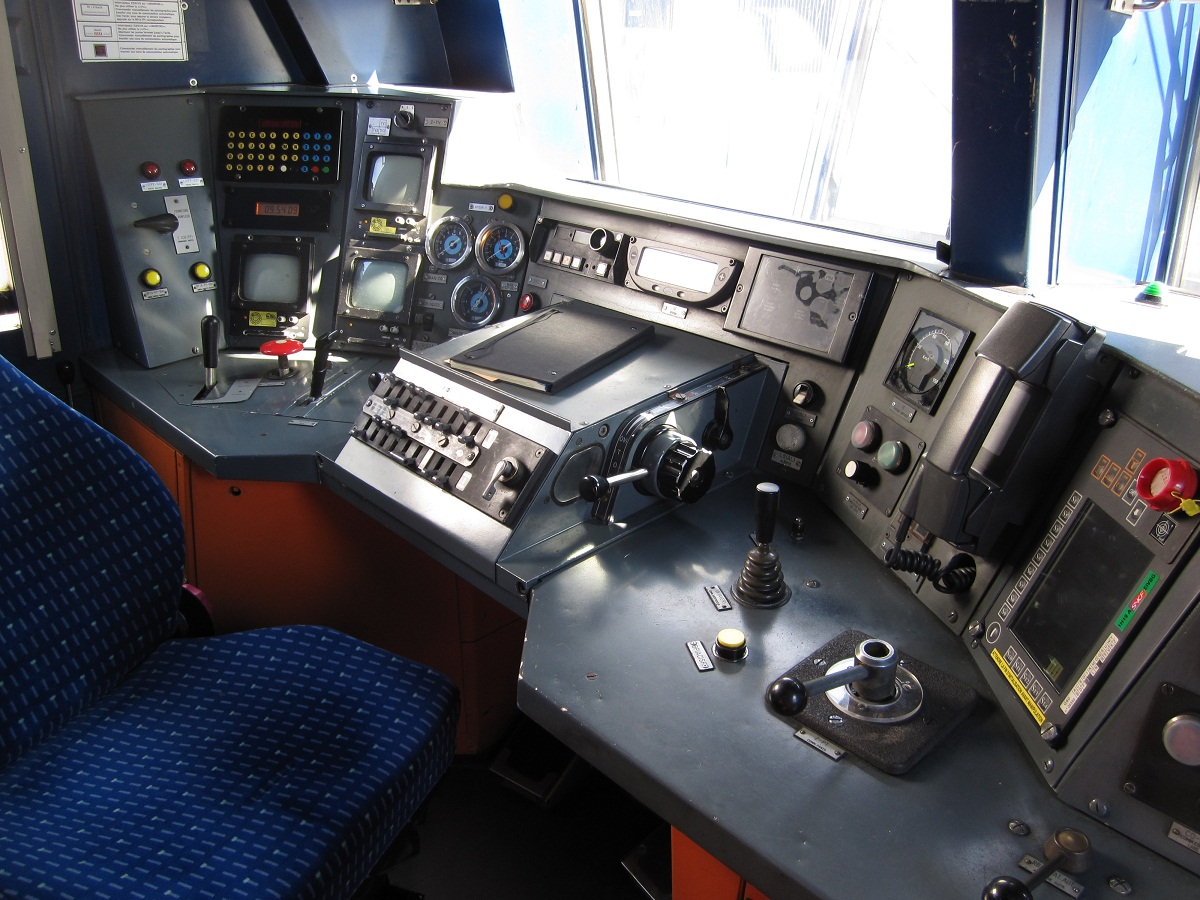
運転台
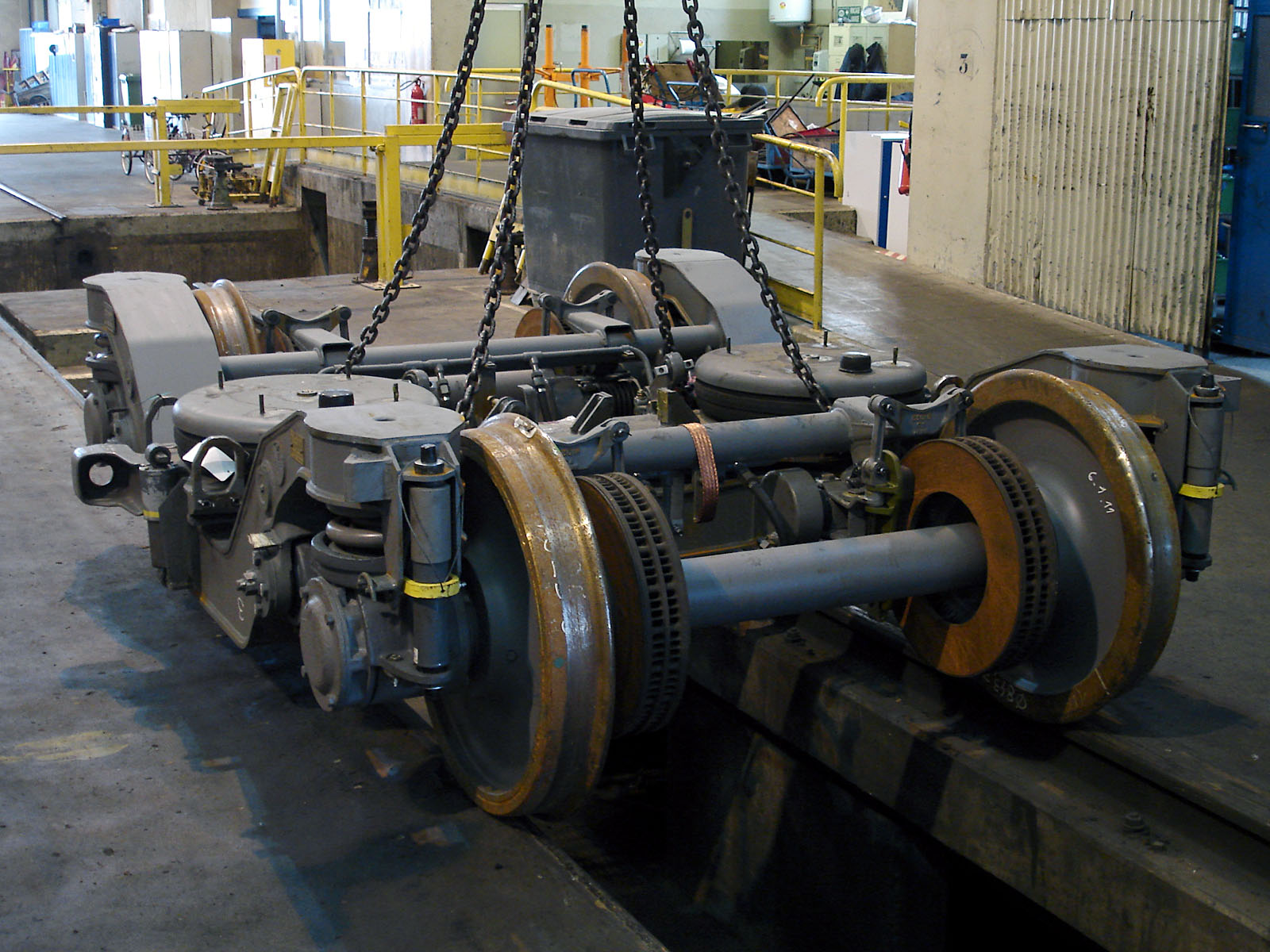
台車
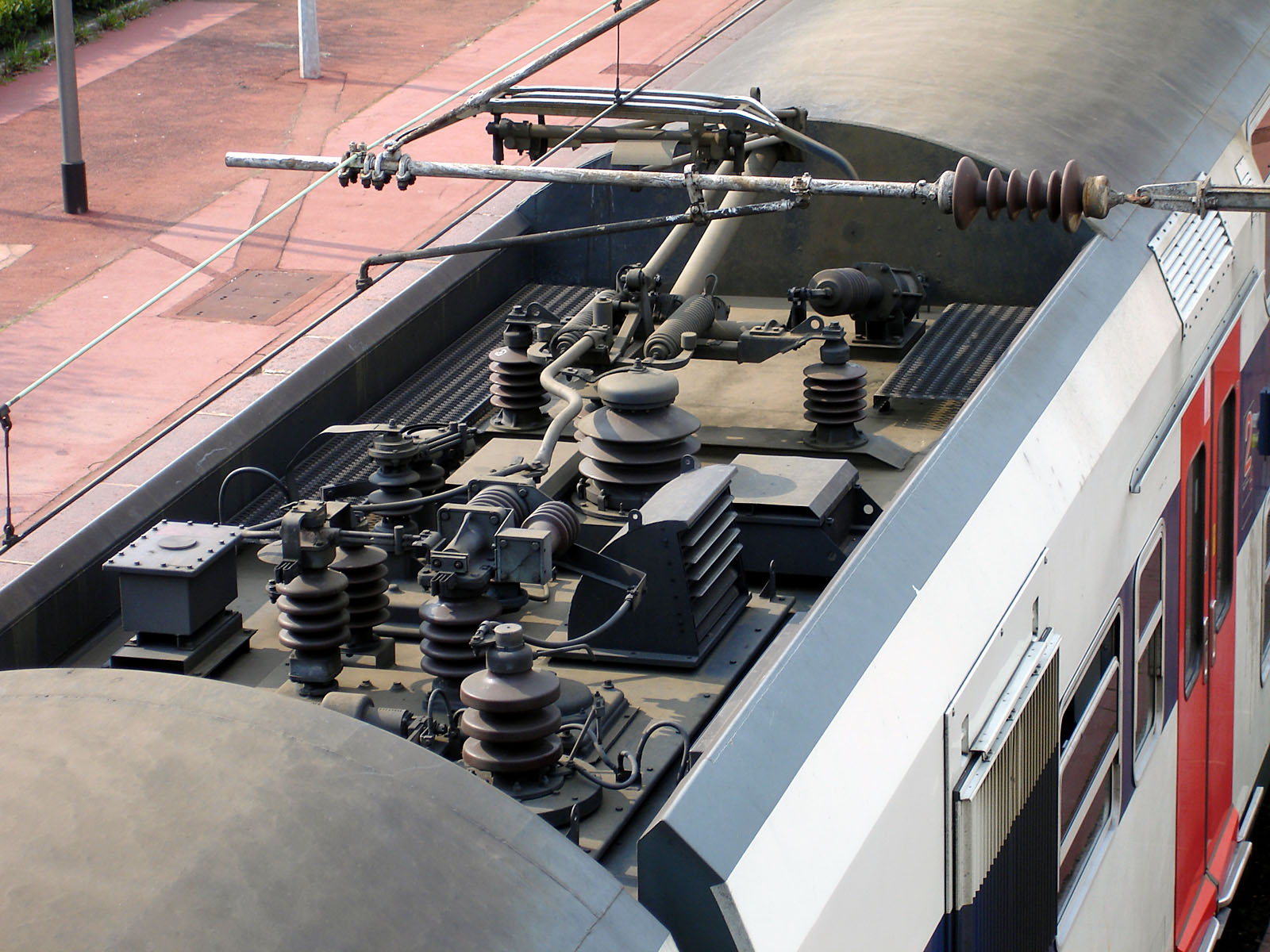
集電装置（シングルアーム式パンタグラフ）

編成内の車両のうち、付随車の全長は製造時期によって異なり、製造当初はそれまでの「Z 2N」の各形式と同じ24.8 mであったが、1991年以降製造された車両は全長が26.4 mに延長されている。また、従来の形式と同様の4両編成に加えて1995年からは5両編成も製造されている他、2000年代以降一部編成に2階建て客車のVB2Nを改造の上で挿入しており、2025年現在は以下の編成が存在する。
- 4両編成（付随車：全長26.4 m） - 2両の動力車と2両の付随車（全長26.4 m）で構成。
- 5両編成（付随車：全長26.4 m） - 2両の動力車と3両の付随車（全長26.4 m）で構成。
- 5両編成（付随車：全長24.8 m） - 当初は2両の動力車と2両の付随車（全長24.8 m）による4両編成だったが、後年にVB2Nの中間車（全長24.8 m）を挿入。
- 5両編成（付随車：全長24.8 m、26.4 m） - 当初は2両の動力車と2両の付随車（全長26.4 m）による4両編成だったが、後年にVB2Nの中間車（全長24.8 m）を挿入。

編入車を除き、1988年から1998年にかけて194編成が製造され、RERのC線やD線、トランシリアンの各系統への導入が実施された。その後、2000年代から2010年代にかけて最初の更新が実施され、車体塗装の変更や内装の改修工事が行われた。更に2018年から2024年にも2度目の更新工事（Rénovation légère）が施工されている。また、2025年以降D線で使用されていた編成をC線に転属させ、旧型車両の置き換えを進める事になっている。

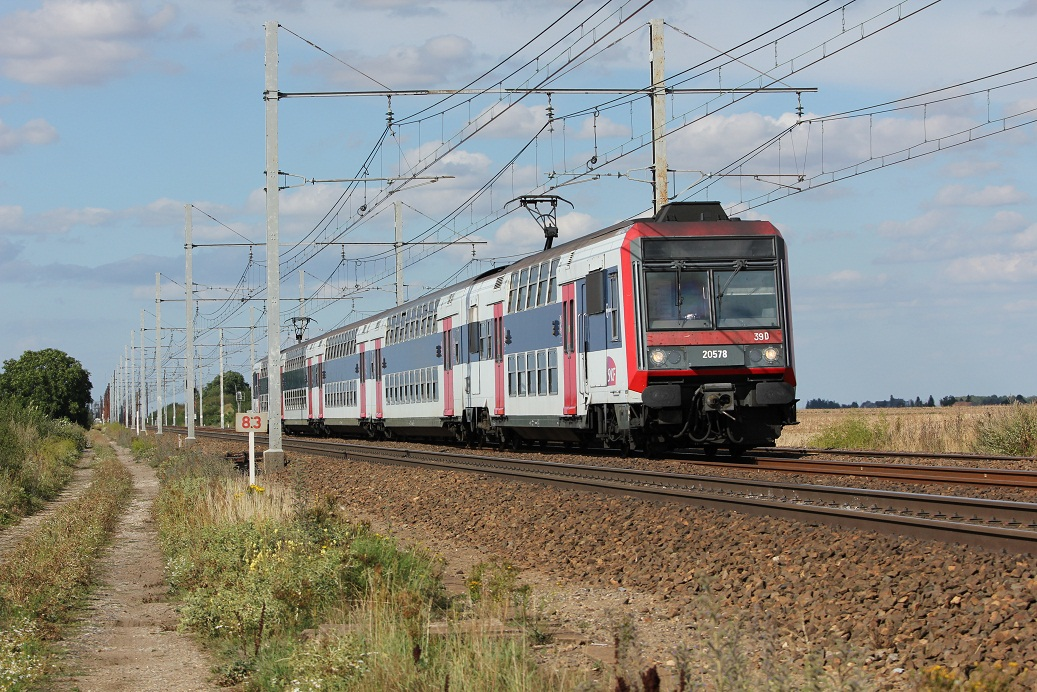
登場時の塗装（2010年撮影）
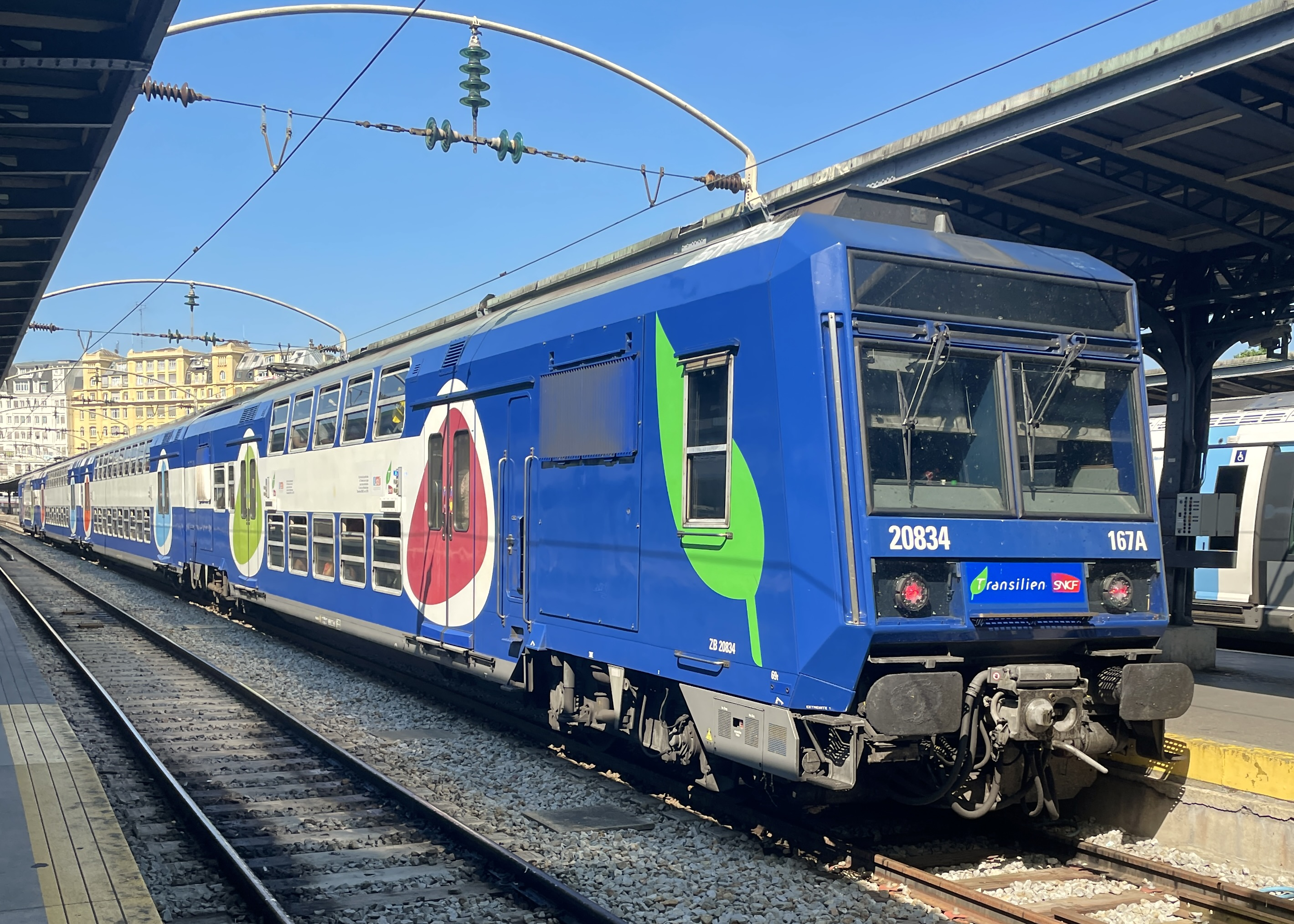
1次更新塗装（「トランシリアン」）（2023年撮影）
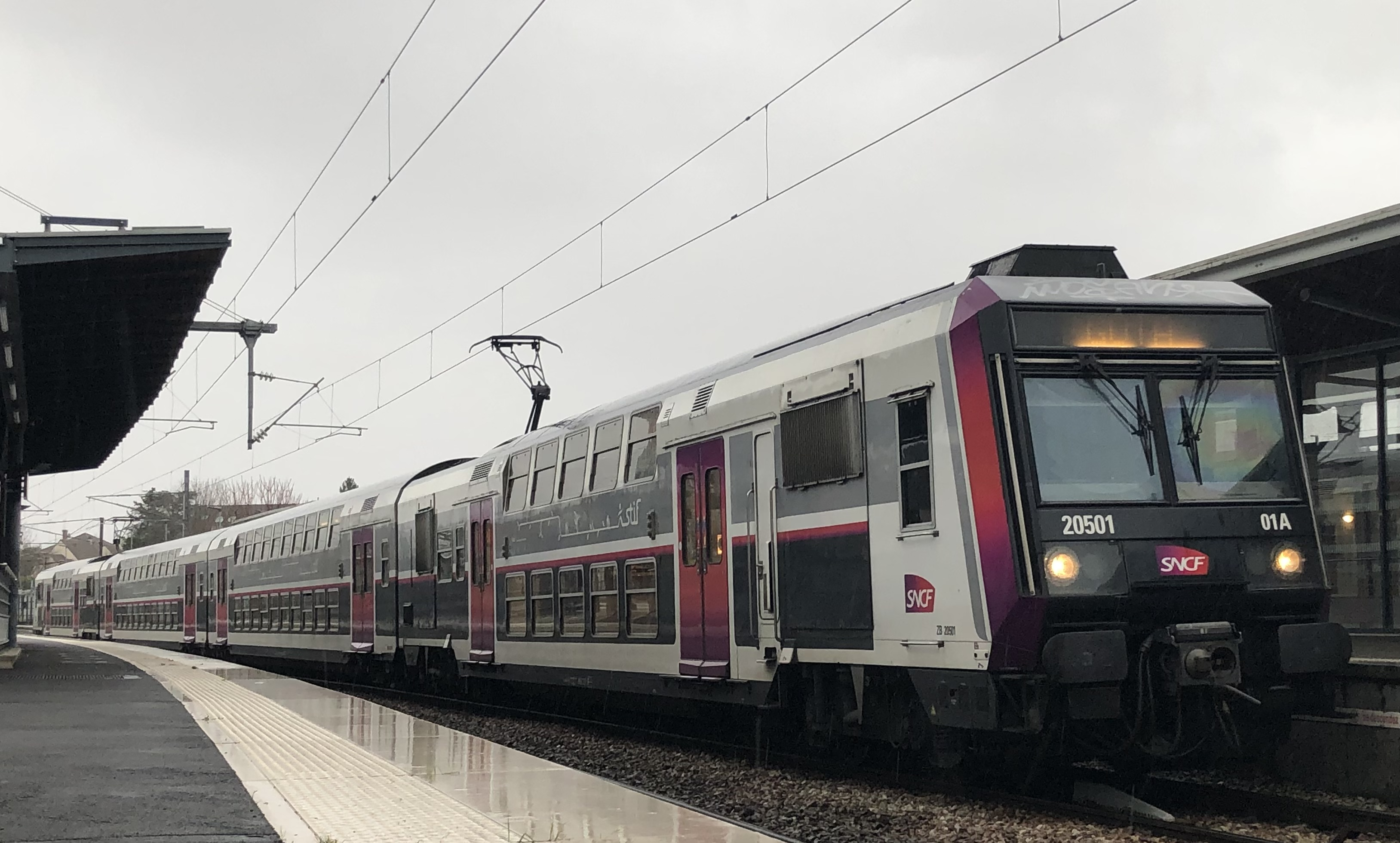
1次更新塗装（「カーミリオン」）（2021年撮影）
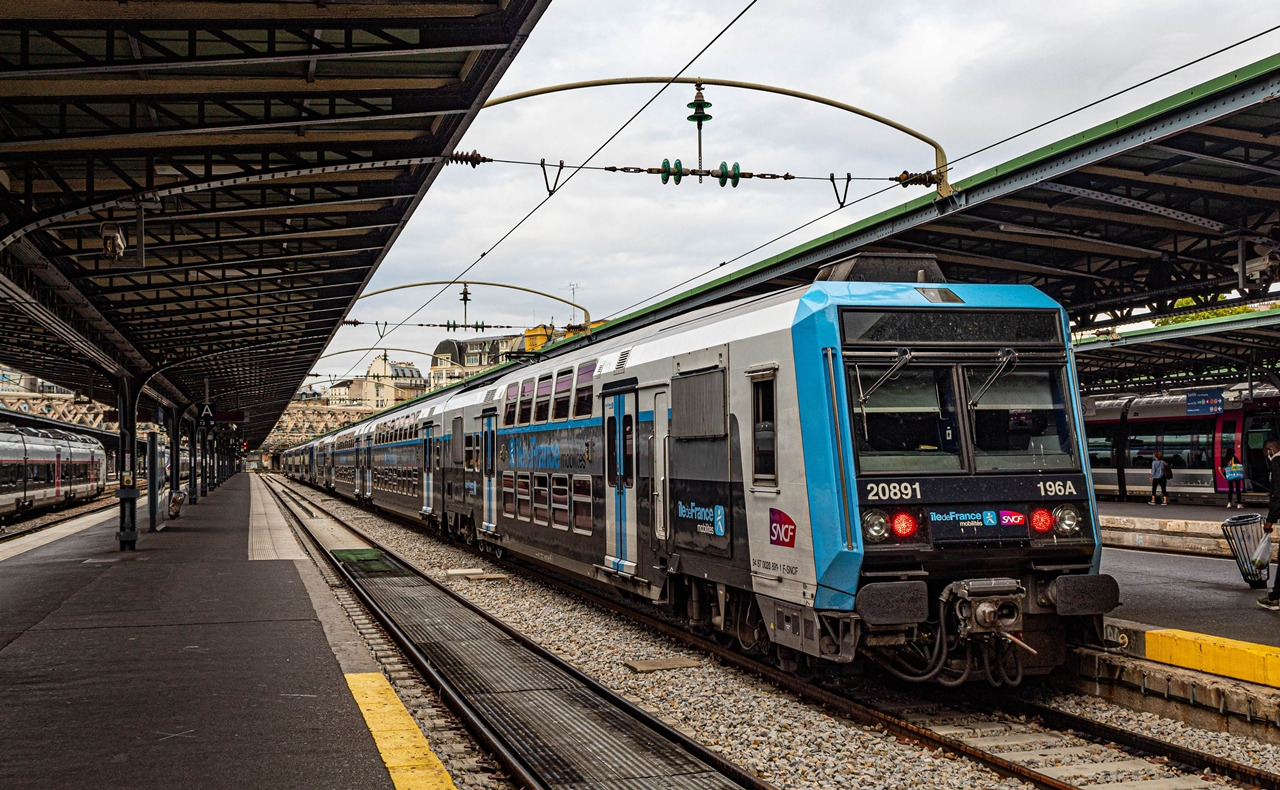
2次更新塗装（「イル＝ド＝フランス・モビリティ」）（2020年撮影）

## 関連形式
- Z92050形電車 - Z20500形を基に開発され、ノール＝パ・ド・カレー地域圏向けに6編成（4両編成6本）が導入された2階建て電車。2010年代以降イル＝ド＝フランス地域圏への転属が行われ、更新工事に併せてZ20500形への編入が実施されている[2][1]。

## 参考資料
- 関崇博 (1991-10-01). “SNCF 2階車ものがたり その2”. 鉄道ファン (交友社) 31 (10):  82-90.
- Thomas Estler (2024). Loks der französischen Staatsbahn SNCF: seit 1938. Transpress Verlag. ISBN 978-3-613-31353-8